# Wiesenhöfe
Die Wiesenhöfe sind eine Ortslage im Südöstlichen Mittelgebirge unweit Innsbruck in Tirol und gehört zur Gemeinde Aldrans im Bezirk Innsbruck-Land.

## Geographie
Die Streusiedlung befindet sich südlich zwischen Innsbruck und Hall, halbwegs zwischen Aldrans und Rinn, 2 Kilometer respektive 1½ km entfernt an der Rinner Straße (Mittelgebirgsstraße, L 9). Sie liegt auf um die 890 m ü. A. Höhe am Fuß des Patscherkofels.
Die Ortslage umfasst etwa 60 Gebäude.
Hier rinnt der Herztalbach Richtung Ampass.
| Prockenhöfe |                                             |                             |
| Asten       | Kompassrose, die auf Nachbargemeinden zeigt | Triendlsiedlung (Gem. Rinn) |
|             |                                             |                             |

## Geschichte, Infrastruktur und Sehenswürdigkeiten
Namensgebend sind das Gehöft Wiesenhof (Hausnummer 31) und der Gasthof Wiesenhof (Hausnummer 32). Der Urhof ist schon im Atlas Tyrolensis (Anich, Hueber, 1774) verzeichnet.
Die kleine Wiesenhofkapelle ist eine typische schlichtere Hofkapelle des 18. Jahrhunderts. Östlich steht das Haus Bartenbach, 1975–77 nach Plänen von Josef Lackner, einem Holzmeister-Schüler, erbaut, ein charakteristisches Wohngebäude der klassischen Moderne. Direkt angrenzend liegt dann die ehemalige Samenprüfanstalt, die schon zur Rinner Triendlsiedlung (Versuchsfeld) gehört.
Um 1800 findet sich zwischen der Asten und den Wiesenhöfen ein Weiher, woran wohl noch der Hausname Seehütterhof in der Aste erinnert. Er dürfte wie der Herzsee unterhalb ein herrschaftlicher Fischteich der frühen Neuzeit gewesen sein.
Die Gegend ist heute Wohn- und Freizeitgebiet (Innsbrucker Naherholungsraum). Durch den Ort führt der Vital-Radweg Igls – Judenstein, auch ein Abschnitt des Bike Trail Tirol Windegg – Matrei.

## Nachweise
- 70302 – Aldrans. Gemeindedaten der Statistik Austria

1. ↑  TIRIS Adresssuche, Stand 25. Februar 2015.
2. ↑  Peter Anich, Blasius Hueber, Atlas Tyrolensis, 1774. Layer in TIRIS: Historische Kartenwerke Tirol.
3. ↑  Hofkapelle, Kapelle Wiesenhof, Wiesenhofkapelle. In: Tiroler Kunstkataster. Abgerufen am 15. November 2015.
4. ↑  Wohngebäude Bartenbach, Haus Bartenbach. In: Tiroler Kunstkataster. Abgerufen am 15. November 2015.
5. ↑  Carte du Tyrol, en l'An 9 au Dépôt général de la Guerre et augmentée du Vorarlberg, 1808, Maßstab 1:140.500, Layer in TIRIS: Historische Kartenwerke Tirol.